# 누출

누수된 부분을 수리하고 있는 모습

누출 또는 유출은 유체가 저수조나 선박의 선체와 같은 컨테이너나 유체가 포함된 시스템에서 빠져나가는 통로(일반적으로 개구부)이다. 이를 통해 컨테이너의 내용물이 빠져나오거나 외부 물질이 컨테이너에 들어갈 수 있다. 누출은 일반적으로 의도하지 않은 것이므로 바람직하지 않는다. 누출의 영단어 leak는 일반적으로 점진적인 손실을 의미한다. (갑작스러운 손실의 경우 spill이라는 용어를 쓴다)
내부 또는 외부로 누출되는 물질은 기체, 액체, 점성이 높은 페이스트일 수도 있고 분말 또는 과립 고체 또는 기타 고체 입자와 같은 고체일 수도 있다.
때때로 "유출"이라는 단어는 비유적인 의미로 사용된다. 예를 들어, 뉴스 유출로 인해 비밀 정보가 공개된다.
ASTM D7053-17에 따르면 누수(water leakage)는 물의 통과를 방지하도록 설계된 재료 또는 시스템을 통해 (액체) 물이 통과하는 것으로 정의된다.

## 같이 보기
- 폭발
- 무수익 수량